# Lietsaarenkarit
Lietsaarenkarit är en ö i Finland. Den ligger i sjön Vankavesi och i kommunen Ruovesi i den ekonomiska regionen  Övre Birkalands ekonomiska region  och landskapet Birkaland, i den södra delen av landet, 190 km norr om huvudstaden Helsingfors. Öns area är 0,3 hektar och dess största längd är 100 meter i nord-sydlig riktning.  Notera att namnet antyder att det är fråga om flera öar.